# Estación de City Thameslink
City Thameslink es una estación de ferrocarril de la City de Londres, con entradas por Ludgate Hill y Holborn Viaduct. La estación está en la Thameslink entre las estaciones de Blackfriars al sur y Farringdon al norte.
La estación se inauguró en 1990 para sustituir a la estación de Holborn Viaduct. Fue parte del proyecto Thameslink que reabrió el túnel de Snow Hill para proporcionar una ruta continua de norte a sur a través de Londres. Originalmente se llamó St. Paul's Thameslink, pero para evitar confusiones con la cercana estación de metro de St. Paul en la Central Line, fue rebautizada como City Thameslink al año siguiente. La estación fue renovada en 2010-11 para aumentar su capacidad, y el horario se revisó en 2018 con la introducción de la señalización automática para los trenes.